# Вугленосна товща

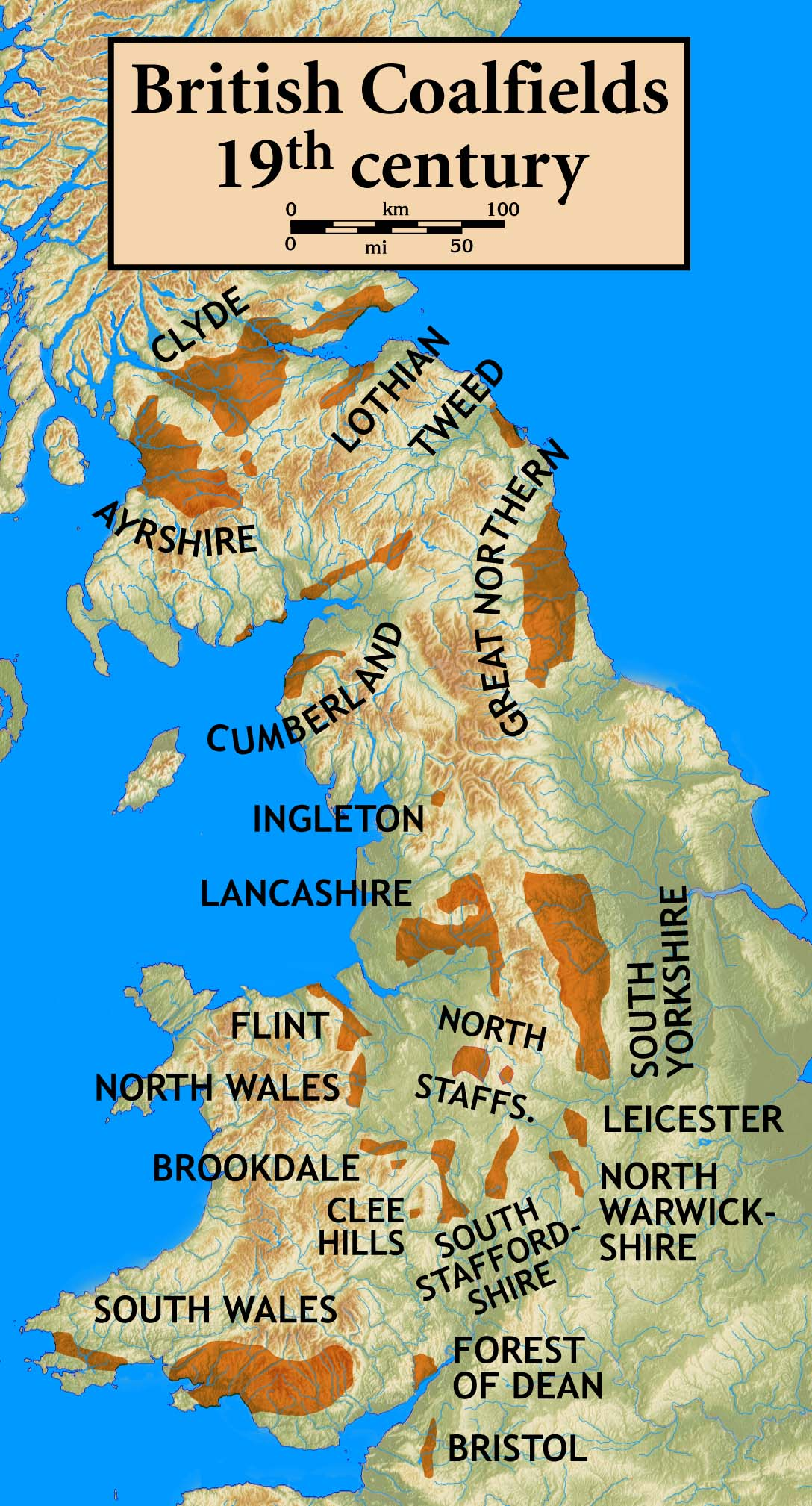
Вугленосні товщи Британії в 19 столітті

Вугленосна товща (рос. угленосная толща, англ. coal measures, coal-bearing strata; нім. Kohlengebirge n, Kohlengestein m, Kohlenmittel n) — комплекс осадових відкладів, що містить в собі вугільні пласти.
Вугленосна товща — умовне поняття, яке використовується при розвідці і геол.-пром. оцінці вугільних род., при характеристиці їх вугленосності і гірничо-геологічних умов розробки. Включає іноді повністю малопотужну вугленосну формацію, здебільшого — найпродуктивнішу частину розрізу потужних вугленосних формацій.